# Coupe d'Irlande du Nord féminine de football
La Coupe d'Irlande du Nord de football féminin dénommée Irish Women's Cup est une compétition de football féminin en Irlande du Nord. La 1re édition a eu lieu en 2005.
Il existe aussi la Premier League Cup réservée aux clubs de Premier League.

## Palmarès

### Irish Women's Cup
| Saison | Vainqueur                                     | Resultat      | Finaliste                       |
| ------ | --------------------------------------------- | ------------- | ------------------------------- |
| 2005   | Crusaders Newtownabbey Strikers               | 2–0           | Northland Raiders               |
| 2006   | Glentoran Belfast United                      |               |                                 |
| 2007   | Glentoran Belfast United                      | 2–1           | Crusaders Newtownabbey Strikers |
| 2008   | Glentoran Belfast United                      | 4–0           | Linfield Ladies                 |
| 2009   | Glentoran Belfast United                      | 1–0           | Crusaders Newtownabbey Strikers |
| 2010   | Glentoran Belfast United                      | 1–0           | Crusaders Newtownabbey Strikers |
| 2011   | Crusaders Newtownabbey Strikers               | 2–0           | Glentoran Belfast United        |
| 2012   | Glentoran Belfast United                      | 3–2           | Crusaders Newtownabbey Strikers |
| 2013   | Linfield Ladies Football Club                 | 2–1           | Crusaders Newtownabbey Strikers |
| 2014   | Linfield Ladies Football Club                 | 2–2ap, 8-7tab | Newry City Ladies Football Club |
| 2015   | Cliftonville Ladies Football Club             | 4-1           | Crusaders Newtownabbey Strikers |
| 2016   | Linfield Ladies Football Club                 | 2-1           | Cliftonville Ladies             |
| 2017   | Sion Swifts Ladies                            | 2-0           | Newry City Ladies Football Club |
| 2018   | Glentoran Belfast United                      | 2-1           | Linfield Ladies Football Club   |
| 2019   | Glentoran Women                               | 1-0           | Linfield Ladies Football Club   |
| 2020   | Abandonnée à cause de la pandémie de Covid-19 |               |                                 |
| 2021   | Glentoran Women's                             | 2-0           | Crusaders Strikers              |
| 2022   | Glentoran Women's                             | 2-1           | Sion Swifts Ladies              |
| 2023   | Glentoran Women's                             | 3-0           | Cliftonville Ladies             |
| 2024   | Cliftonville Ladies                           | 5-0           | Lisburn Rangers                 |

### Premier League Cup
| Saison | Vainqueur                       | Resultat      | Finaliste                 |
| ------ | ------------------------------- | ------------- | ------------------------- |
| 2002   | Crusaders Newtownabbey Strikers | -             | Glentoran Belfast United  |
| 2003   | Crusaders Newtownabbey Strikers | -             |                           |
| 2004   | Crusaders Newtownabbey Strikers | -             |                           |
| 2005   | Glentoran Belfast United        | 6–0           | Ballymena United Allstars |
| 2006   | Glentoran Belfast United        | -             |                           |
| 2007   | Crusaders Newtownabbey Strikers | 1-1ap, 9-8tab | Glentoran Belfast United  |
| 2008   | Glentoran Belfast United        | -             |                           |
| 2009   | Glentoran Belfast United        | 2-0 ap        | Mid-Ulster Ladies         |
| 2010   | Glentoran Belfast United        | 5-1           | Linfield Ladies           |
| 2011   | Cliftonville Ladies             | 4-2           | YMCA                      |
| 2012   | Glentoran Belfast United        | 2-0           | Ballymena United Allstars |
| 2013   | Linfield Ladies                 | bat           | Glentoran Belfast United  |
| 2014   |                                 |               |                           |
| 2015   |                                 |               |                           |
| 2016   |                                 |               |                           |
| 2017   |                                 |               |                           |
| 2018   | Linfield Ladies                 | 4-1           | Cliftonville Ladies       |
| 2019   | Glentoran Women's               | 2-0           | Sion Swifts               |
| 2022   | Sion Swifts                     | 2-0           | Cliftonville Ladies       |
| 2023   | Cliftonville Ladies             | 3-1           | Sion Swifts               |